# 新香坊街道
新香坊街道是中国黑龙江省哈尔滨市香坊区下辖的一个街道。